# 林田祥来
林田 祥来（はやしだ しょうらい、1966年4月4日 - ）は、日本の実業家、馬主。
大阪府に本社を置く、パチンコホールを運営するベラジオコーポレーション株式会社の代表取締役を務める。

## 経歴
1966年、大阪府出身。大学卒業後銀行員、外資系生命保険会社での勤務を経て、2000年に社名をベラジオに改めて家業を継ぐ。2009年、社長職を垣内規利に譲り、以降社内では「キャップ」と呼ばれている。

## 馬主活動

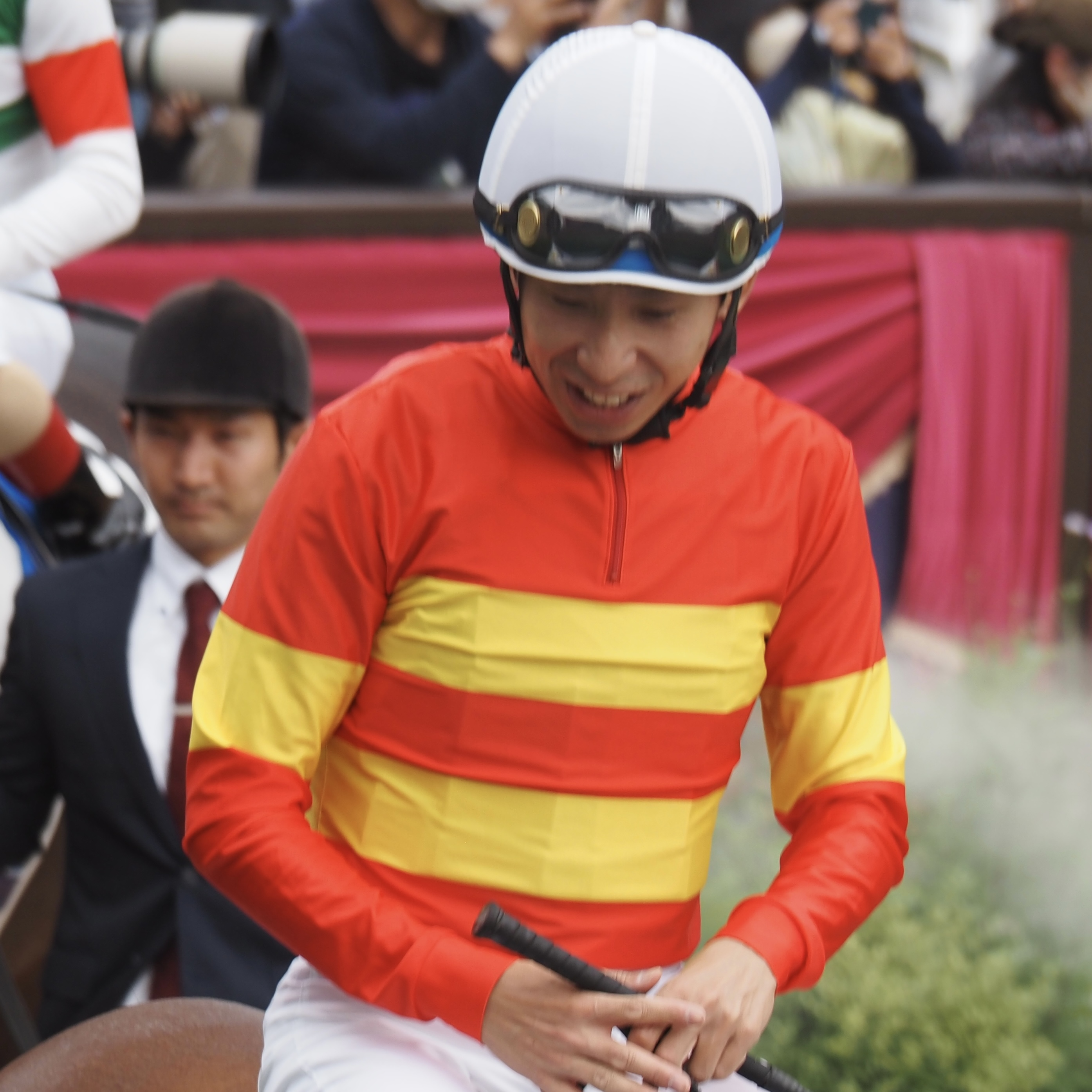
林田の勝負服を着用した横山和生

日本中央競馬会（JRA）および地方競馬全国協会（NAR）に登録する馬主としても知られる。NARでは『（株）ビープロジェクト』名義でも競走馬を所有。JRAには個人馬主としてのみ登録があり、同名義での勝負服の柄は赤、黄二本輪、黄一本輪。冠名には「ベラジオ」を用いる。
馬主になったきっかけは「サトノ」の冠名で知られる里見治への憧れからだといい、部下の勧めでまず地方競馬の馬主となった。自社が運営するYouTubeチャンネル「ベラジオちゃんねる」では、主にベラジオコーポレーション社長の森川幸平が出演し所有馬の情報発信などを行っている。

### 来歴
- 2017年 - NARの馬主資格取得[6]。
- 2020年 - JRAの馬主資格取得[6]
- 2023年 - ベラジオオペラがスプリングステークスを制し、重賞初制覇[1]。
- 2024年 - ベラジオオペラが大阪杯を制し、GI競走初制覇[6]。

## 主な所有馬

### GI競走優勝馬
- ベラジオオペラ（2023年スプリングステークス、チャレンジカップ、2024年・2025年大阪杯）

### その他の所有馬
- ベラジオソノダラブ（兵庫所属時はビープロジェクト名義、2022年兵庫若駒賞、2023年兵庫ユースカップ、菊水賞）
- ベラジオボンド（2024年毎日杯3着）
- ベラジオゼロ（ビープロジェクト名義、2024年栄冠賞）